# Mia Grauke
Michaela Helga Grauke (Berlín, 20 de diciembre de 1983), conocida artísticamente como Mia Gray, es una modelo y cantante alemana. Desde el 1 de enero de 2016 utiliza el nombre de Mia Grauke.

## Carrera

### Modelaje
Mia Gray ha trabajado como modelo fotográfica desde que tenía 17 años. En 2008 fue vista por primera vez en la edición eslovena de Playboy como Miss diciembre de 2008, luego, como Playmate del mes en julio de 2009 de la edición alemana. Los lectores de la revista la votaron como la Playmate alemana del año 2009. En total, sus fotos de Playboy se publicaron en otros 18 países en enero de 2012 y apareció en cinco portadas internacionales. En el programa de ProSieben RED, Mia Gray fue votada como "Campeona del mundo de Playmate".
También modeló para una campaña de PeTA.

### Música
En julio de 2010, formó parte del proyecto pop Candy Six. En 2011 apareció en un largometraje con Mobic, con el que cantó por primera vez sin su compañera de Candy Six, y apareció en The Dome 60.

### Locución
En noviembre de 2012 Mia Grey se utilizó su verdadero nombre, Michaela Grauke, al ser locutora del programa de AXN Bunny nach 8. Antes de eso, trabajó para el canal de telecompra Pearl.tv.

## Sea Shepherd Global
Apoya a la organización de conservación marina Sea Shepherd Global. En 2012 publicó un video pidiendo a la gente que apoyara a Sea Shepherd y no acudiera a los delfinarios. Una foto la muestra con una camiseta de la organización, acompañada de la frase "Daría mi última camiseta para salvar a los mamíferos marinos".

## Vida personal
En 2011 contrajo matrimonio con su exmánager Oliver Burghart, con quien tiene una hija. El matrimonio se separó en la primavera de 2014.

## Televisión
| Año  | Programa                   | Canal     |
| ---- | -------------------------- | --------- |
| 2011 | Die Autohändler            | RTL       |
| 2012 | Mia Gray & Die Modelmacher | RTL Zwei  |
| 2013 | Projekt Paradies           | ProSieben |

## Discografía

### Candy Six
| Sencillos | Sencillos       |
| Año       | Título          |
| --------- | --------------- |
| 2010      | Boys            |
| 2012      | Life Is Rich    |
| 2012      | Close Your Eyes |
| 2014      | Paradise        |

### Solista
| Año  | Título     | Nota        |
| ---- | ---------- | ----------- |
| 2011 | Verzaubert | Feat. Mobic |